# 本郷義則
本郷 義則（ほんごう よしのり）は、安土桃山時代から江戸時代初期にかけての武将。宇喜多氏、島津氏の家臣。弓馬の道に優れ、特に弓術に関しては薩摩日置流の祖となったとされる。通称は本郷伊予守。

## 生涯
先祖は播磨国を本拠とする守護大名・赤松氏に連なり、元は玉川氏と称していたという。隣国備前国の大名であった宇喜多秀家の家臣として仕えた。
慶長5年（1600年）関ヶ原の戦いで宇喜多秀家ら西軍は惨敗。秀家は同じ西軍であった島津氏を頼って薩摩国へ落ち延びた。その際に義則は秀家に付き従った数少ない家臣であった。秀家はそのまま島津氏によって保護されたものの、慶長8年（1603年）匿いきれなくなった島津忠恒（後の家久）によって、秀家は徳川家康の下に出頭する事となり、秀家は3年後の慶長11年(1606年）八丈島へ流罪となった。秀家が薩摩の地を去る際、秀家は自らの家臣2名を島津家に託したが、1人を山田半助といい、もう1人がこの義則であった。
島津氏に仕えた当初は外様者であり、数年来冷遇される立場にあったという。数年経ったある時、家久は義則が弓馬に優れているという話を聞き、その馬術の腕前を観覧しようとした。しかし三原重庸に用意させた馬は悪馬であったため、家久は気を利かせて自らの乗馬である「小澤」に乗らせた。そのため義則は見事その馬術の腕前を披露でき、家久の心遣いに心を打たれて落涙したという。この時、義則と同時に島津家臣となっていた山田半助は既に島津家を去って旧主・秀家の元へ向かっていたが、この事もあって家久への忠誠を誓ったという。また鹿児島城下に火災があった時、島津家重臣の伊勢貞昌が真っ先に城下に駆け付けたが、貞昌よりも先に騎乗した義則が到着していた。義則は「自分は新参であるから、このような大事の際には譜代の家臣が殿様の側にいるべきであろう。自分は門前を警戒する」と機転を利かせたため、貞昌は感じ入ったという話もある。
義則は日置流弓術を修めており、家久の弓術師範を務めていた。ある時、家久に随行して清藤に赴いた事があった。家久は義則に命じて遠矢を2回射させ、いずれも3町58歩を超えた所まで飛んだ。家久はその腕前を喜び、それぞれ矢の落ちた場所に杉の木を植えさせた。後にその杉は「大迫畑の遠矢の跡」と称される史跡となり、一本杉・二本杉という地名にもなったという。義則には嗣子はなかったが、義則の弓術の弟子であった薩摩藩士・東郷重尚がその祭祀を担ったという。また東郷家は薩摩における日置流弓術を代々伝える家となった。義則の人物を『本藩人物誌』では、筆墨と弓懸を常に携帯するなど勤勉実直で義理堅いと称している。一方で話柄の才には欠けていたと言われたともいう。また同史料では「南浦文集」に名のある「本郷左京大夫貞則」は、義則の初名でないかと推測している。
義則が死去すると家久は義則のために2首の和歌を遺している。
- なれなれて　見し世の春も　かきりそと　うつろふ花の　あとのかなしき
- 梓弓　やよひの空に　鳴く雁も　さらす別の　跡したふらん